# Kommissar für Gesundheit und Verbraucherpolitik
Der Kommissar für Gesundheit und Verbraucherpolitik war ein von 1999 bis 2007 sowie von 2010 bis 2012 existierendes Ressort der Europäischen Kommission mit der Zuständigkeit für Gesundheit und Verbraucherschutz. Derzeit werden beide Politikfelder in separaten Ressorts behandelt. Dem Kommissar war die Generaldirektion Gesundheit und Verbraucher (seit 2014 Generaldirektion Gesundheit und Lebensmittelsicherheit) angegliedert.
Nach der EU-Erweiterung erfolgte im Januar 2007 eine Aufteilung des Ressorts in einen Kommissar für Gesundheit und einen Kommissar für Verbraucherschutz.
In der Kommission Barroso II, die im Februar 2010 ihr Amt antrat, wurden die beiden Ressorts zwischenzeitlich wieder miteinander vereinigt. Außerdem fällt seitdem auch der Bereich Arzneimittel, der zuvor im Ressort Unternehmen und Industrie lag, in die Zuständigkeit des Kommissars für Gesundheit.